# Cortodera differens
Cortodera differens là một loài bọ cánh cứng trong họ Cerambycidae.